# César Díaz (regista)
Augusto César Díaz (Città del Guatemala, 20 settembre 1978) è un regista, sceneggiatore e direttore della fotografia guatemalteco naturalizzato belga.

## Biografia
Nasce e cresce in Guatemala, trasferendosi in Belgio nel 1998 per studiare presso l'Université libre de Bruxelles. Conclusi gli studi si trasferisce a Parigi iscrivendosi a La Fémis. Si dedica ai documentari, debuttando nel suo primo lungometraggio Nuestras madres, premiato a livello internazionale e presentato dal Belgio come film candidato all'Oscar per il film straniero per il 2020.

## Filmografia

### Regista
- Pourquoi les hommes brûlent-ils? (2010)
- Territorio liberado  (2014)
- Nuestras madres (2019)
- Mexico 86 (2024)

### Sceneggiatore
- Nuestras madres, regia di César Díaz (2019)
- Chaco, regia di Diego Mondaca (2020)

## Riconoscimenti
- Premio Magritte
  - 2020: – Migliore opera prima per Nuestras madres
  - 2020: – Candidatura a miglior film per Nuestras madres
  - 2020: – Candidatura a miglior regista per Nuestras madres
  - 2020: – Candidatura a miglior sceneggiatura per Nuestras madres
- Festival di Cannes
  - 2019: – Caméra d'or per Nuestras madres
- Chicago International Film Festival
  - 2019: – Miglior nuovo regista per Nuestras madres